# Yohan Blake
Pour les articles homonymes, voir Blake.
Yohan Blake (né le 26 décembre 1989 dans la paroisse de Saint James) est un athlète jamaïcain, spécialiste des épreuves de sprint.
En 2011, lors des Championnats du monde de Daegu, en Corée du Sud, il remporte les épreuves du 100 mètres (le favori Usain Bolt avait été disqualifié pour faux départ) et du relais 4 × 100 mètres, discipline dans laquelle il établit un nouveau record du monde en 37 s 04, aux côtés de Nesta Carter, Michael Frater et Usain Bolt. 
Aux Jeux olympiques de 2012, à Londres, il se classe deuxième du 100 m et du 200 mètres, derrière Usain Bolt, et remporte le titre du relais 4 × 100 m en améliorant de nouveau le record mondial en 36 s 84. Il conserve ensuite ce titre olympique à Rio de Janeiro en 2016.
Il est par ailleurs détenteur de la deuxième meilleure performance mondiale de tous les temps sur 200 mètres (19 s 26 à Bruxelles le 16 septembre 2011) et de la troisième meilleure performance de tous les temps sur 100 m (9 s 69 à Lausanne le 23 août 2012).

## Biographie

### Débuts
En 2006, âgé de 16 ans seulement, Yohan Blake remporte deux médailles lors des Championnats du monde juniors disputés à Pékin : le bronze sur 100 m dans le temps de 10 s 42, derrière le Britannique Harry Aikines-Aryeetey et le Canadien Justyn Warner et l'or au titre du relais 4 × 100 m avec ses coéquipiers de l'équipe de Jamaïque. Il se distingue dès l'année suivante lors des Jeux de la Carifta disputés dans les Îles Turques-et-Caïques en établissant un nouveau record national junior sur 100 m en 10 s 11 (+1,2 m/s). Il participe, toujours en 2007, aux Championnats panaméricains juniors de São Paulo où il obtient la médaille d'argent sur 100 m et la médaille de bronze au titre du relais 4 × 400 m. En 2008, Blake se classe quatrième du 100 m et deuxième du 4 × 100 m des Championnats du monde juniors de Bydgoszcz, en Pologne.

### Barrière des 10 secondes
Il confirme son potentiel en 2009 lors du meeting Golden Gala de Rome en descendant pour la première fois de sa carrière sous la barrière des dix secondes au 100 m avec 9 s 96 (vent de +0,4 m/s) après avoir réalisé 10 s 05 en séries, se classant troisième de la course derrière l'Américain Tyson Gay et l'autre Jamaïcain Asafa Powell. Il devient à cette occasion, à dix-neuf ans et six mois, le plus jeune athlète à réaliser un temps inférieur à 10 secondes sur la distance, ainsi que le troisième meilleur « performeur » jamaïcain de tous les temps, derrière Usain Bolt et Asafa Powell. Quelques jours plus tard, lors du Meeting Areva de Saint-Denis, Blake porte son record personnel à 9 s 93 malgré un vent défavorable de 0,2 m/s, terminant troisième de la course derrière Usain Bolt et Daniel Bailey. 
Avec Oshane Bailey, Warren Weir, Nickel Ashmeade, Dexter Lee, Jason Young, Julian Forte, Jermaine Brown, Tyquendo Tracey, Jevaughn Minzie, Senoj-Jay Givans et autre Kemar Bailey-Cole, il représente alors la nouvelle génération d'étoiles montantes du sprint jamaïcain.

### Suspension pour dopage
Peu avant les Championnats du monde 2009, l'IAAF annonce que Yohan Blake ainsi que quatre autres athlètes jamaïcains, dont Marvin Anderson et Sheri-Ann Brooks, ont été contrôlés positifs à la méthylxanthine, un produit stimulant, lors des Championnats de Jamaïque disputés fin juin à Kingston. Tout d'abord blanchi en raison d’un désaccord sur la substance utilisée, il n'est pas retenu dans la sélection jamaïcaine pour les Championnats du monde, et est finalement suspendu trois mois par sa fédération en septembre 2009.
En 2010, Yohan Blake réalise le temps de 9 s 91 lors du meeting Areva, le 16 juillet à Paris, avant d'améliorer une nouvelle fois son record personnel le 13 août lors du Meeting de Londres en 9 s 89. 
Le 27 août 2010, lors du meeting Mémorial Van Damme de Bruxelles, le Jamaïcain se classe troisième du 100 m derrière Tyson Gay et Nesta Carter avec le temps de 9 s 91 (+0,1 m/s).
Le 31 août 2010, lors du Meeting de Rovereto en Italie, il termine 1er du 100 m en 10 s 06 (+0,9 m/s) devant l'Américain Justin Gatlin (10 s 09).

### Champion du monde du 100 m (2011)

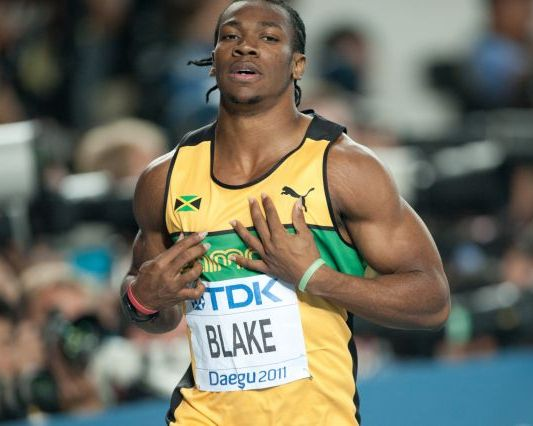
Yohan Blake remporte le titre du 100 m des Championnats du monde 2011

Le 7 mai 2011, Blake, compagnon d'entraînement d'Usain Bolt, réalise 9 s 80 (+2,2 m/s) sur 100 mètres lors du meeting Jamaica International Invitational de Kingston et devance le coureur d'Antigua Daniel Bailey (9 s 94) et l'Américain Mike Rodgers (9 s 96),. Près d'un mois plus tard, le 6 juin et malgré les conditions climatiques et la mauvaise piste, il remporte en 9 s 95 le Meeting de Montreuil en devançant d'un centième le français Christophe Lemaitre qui bat son record national par la même occasion. Le 6 août, il s'impose sur 100 m au meeting de Londres en 9 s 95 devant son compatriote Nesta Carter (10 s 01), et l'Américain Michael Rodgers (10 s 04). 
Désigné comme son dauphin par son collègue d'entrainement Usain Bolt, il remporte le 100 m des mondiaux de Daegu en 9 s 92 à la suite d'un faux départ de ce dernier. Il devient ainsi le plus jeune champion du monde du 100 m alors que Kim Collins, champion du monde huit ans auparavant, devient dans la même course le plus vieil athlète médaillé aux championnats du monde sur 100 mètres. La marge de 16 centièmes de secondes sur le deuxième arrivé est la deuxième plus importante depuis celle de la victoire de Justin Gatlin en 2005 (17 centièmes) et 9 s 92 le meilleur temps jamais enregistré avec un vent contraire supérieur à 1 m/s lors de championnats du monde. Non qualifié pour le 200 m, il clôt toutefois en beauté ces championnats du monde, en battant le record du monde du relais 4 × 100 m en compagnie de Nesta Carter, Michael Frater et Usain Bolt (37 s 04), s'adjugeant ainsi une deuxième médaille d'or mondiale en deux courses.
Le 8 septembre, il s'impose sur 100 m au meeting de Zurich en 9 s 82 (vent nul), améliorant de 7 centièmes son record personnel. Trois jours plus tard, il égale son record personnel en remportant en 9 s 82 le 100 m du meeting de Berlin. Après la course, il déclare que son objectif pour la saison 2012 sera de courir en 9 s 7. Le 16 septembre, lors des finales de la Ligue de diamant, à Bruxelles, il réalise la 2e performance mondiale de tous les temps sur 200 m avec un temps de 19 s 26 (vent favorable de 0,7 m/s), à seulement sept centièmes du record du monde d'Usain Bolt. En y retranchant le temps de réaction catastrophique de Yohann Blake au départ (0,27 secondes), ce 200 m correspond au 200 m le plus rapide jamais couru par un homme, et au seul 200 m de l'histoire couru sous les 19 secondes, avec un temps estimé de 18 s 99.  Le 3 octobre 2011, il figure sur la liste des nommés pour la récompense d'athlète de l'année 2011 décerné par l'IAAF.

### Des Jeux olympiques réussis puis une saison vierge (2012-2013)

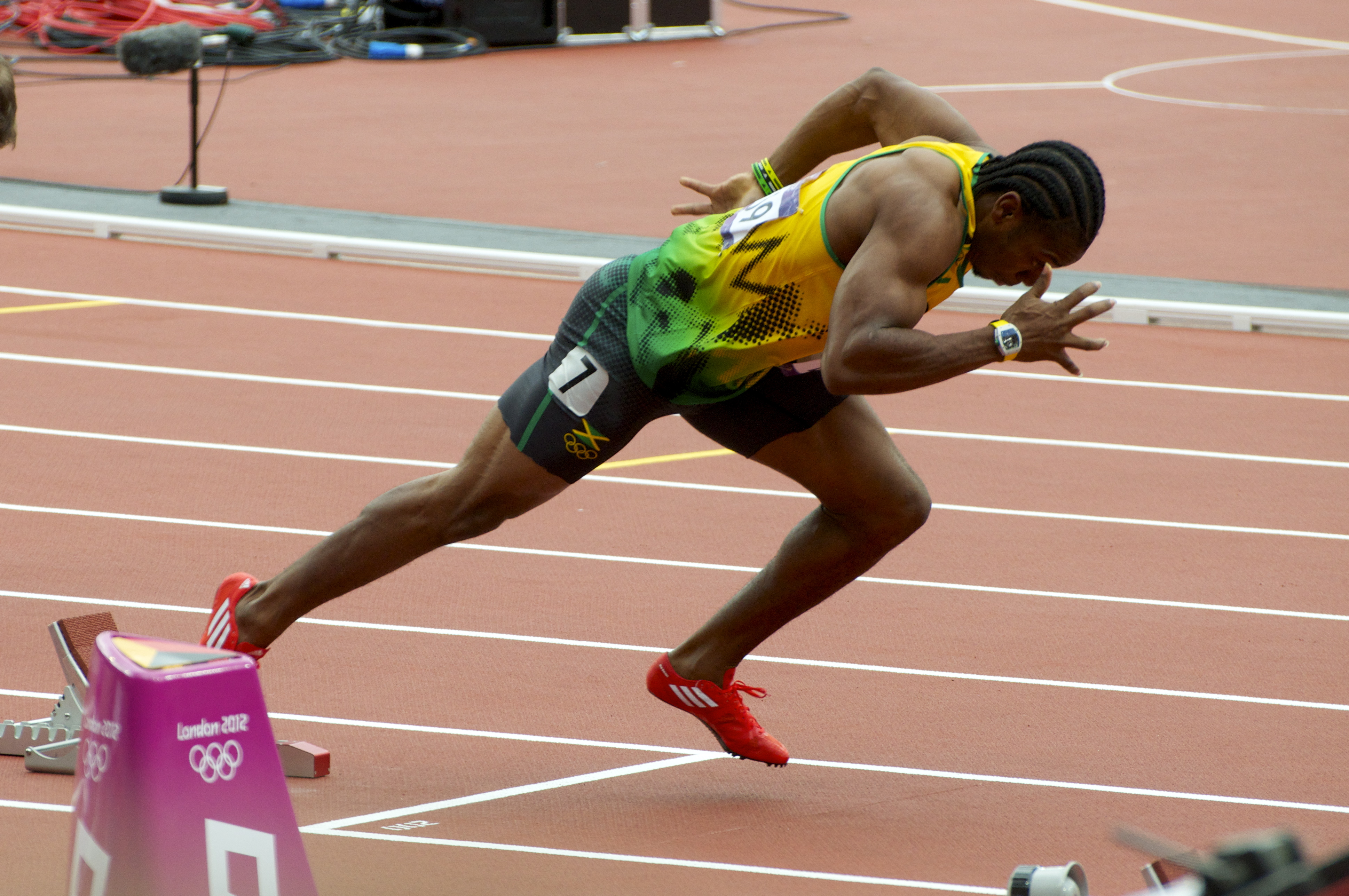
Yohan Blake lors des séries du 200 m des Jeux de Londres.

De retour à la compétition en avril 2012 à l'occasion des UTech Classics de Kingston, Yohan Blake remporte le 100 m en 9 s 90 (+1,6 m/s), établissant provisoirement la meilleure performance mondiale de l'année sur la distance. Il améliore cette marque quelques jours plus tard au meeting Cayman Invitational de George Town, aux Îles Caïmans, en signant le temps de 9 s 84 (+0,5 m/s). Début mai, lors du Jamaica International Invitational, il établit la meilleure performance de l'année sur 200 m en 19 s 91 en l'emportant devant Nickel Ashmeade pendant que Usain Bolt s'empare de la MPMA sur 100 m en 9 s 82. Puis, à l'occasion du meeting Adidas Grand Prix de New York, Tyson Gay remporte la finale B du 100 m malgré un fort vent défavorable de 1,5 m/s en 10 s 00 pour son retour, éclipsant notamment la performance de 9 s 90 de Blake (+0,7 m/s) réalisée dans la finale A. 
Fin juin, à Kingston, lors des sélections olympiques jamaïcaines, il remporte les deux épreuves de sprint court en devançant à chaque fois Usain Bolt. Sur 100 m, malgré un départ médiocre, Blake bat son record personnel en 9 s 75 (+1,1 m/s), et réalise la meilleure performance mondiale de l'année, devançant Usain Bolt, deuxième de la course en 9 s 86 et invaincu sur la distance depuis la saison 2010. Deux jours plus tard, Blake inflige une deuxième défaite à son compatriote en enlevant le 200 m en 19 s 80 (-0,5 m/s), signant là encore le meilleur temps de l'année sur la distance. Bolt termine deuxième de la course en 19 s 83 et subit son premier revers sur le demi-tour de piste depuis 2007.
Lors des Jeux olympiques de 2012, à Londres, Yohan Blake remporte la médaille d'argent du 100 m en égalant son record personnel de 9 s 75. Il s'incline devant Usain Bolt, auteur d'un nouveau record olympique et de la meilleure performance mondiale de l'année en 9 s 63. Il remporte également la médaille d'argent sur 200 m en 19 s 44 à 0 s 12 d'Usain Bolt, double champion olympique de la discipline. Aligné par ailleurs dans l'épreuve du relais 4 × 100 m, il remporte en tant que troisième relayeur le titre olympique en compagnie de Nesta Carter, Michael Frater et Usain Bolt. L'équipe de Jamaïque s'impose en 36 s 84, devant les États-Unis et Trinité-et-Tobago, et améliore de 2/10e le record du monde de la discipline qui était déjà en sa possession depuis les Championnats du monde de 2011. Après ces Jeux olympiques réussis, Blake s'engage sur 100 mètres au meeting de Lausanne où il signe son record personnel ainsi que la troisième meilleure performance mondiale de tous les temps en 9 s 69 (-0,1 m/s).
Blessé à la cuisse en début de saison 2013, Yohan Blake ne participe pas aux sélections jamaïcaines de Kingston et déclare forfait pour les championnats du monde de Moscou où il ne pourra donc pas défendre son titre mondial sur 100 m,.
En mai 2014, il remporte la médaille d'or du relais 4 × 200 mètres lors des premiers relais mondiaux de l'IAAF, à Nassau aux Bahamas, en compagnie de Jermaine Brown, Warren Weir et Nickel Ashmeade. L'équipe de Jamaïque, qui devance Saint-Christophe-et-Niévès et la France, établit un nouveau record du monde en 1 min 18 s 63, améliorant de 5/100e la précédente meilleure marque mondiale détenue depuis 1983 par les États-Unis.

### 2016: retour officiel et titre olympique du 4 x 100 m
Blake ouvre sa saison 2016 le 16 avril lors du Chris Brown Invitational où il réalise 9 s 95 sur 100 m, nouvelle meilleure performance mondiale de l'année. Il court en 9 s 94 lors du meeting de Kingston où il se classe 3e de la course derrière Usain Bolt (9 s 88) et Nickel Ashmeade (9 s 94).
En l'absence de Usain Bolt blessé en demi-finale, le 2 juillet 2016, il remporte le 100 m des sélections olympiques en 9 s 95 (+ 0,7 m/s), devançant Ashmeade d'1/100e. Il s'impose également sur le 200 m, se qualifiant ainsi sur les deux distances aux Jeux olympiques de Rio.
Lors de ces Jeux, Blake termine 4e de la finale du 100 m en 9 s 93, battue pour la médaille de bronze par le Canadien Andre De Grasse. Sur le 200 m, il établit son meilleur temps de la saison en séries (20 s 13), mais est éliminé en demi-finale (20 s 37). Enfin, avec le relais, il obtient un nouveau sacre olympique dans le temps de 37 s 27 en compagnie de Asafa Powell, Nick Ashmeade et Usain Bolt, devant les relais japonais (37 s 60) et canadiens (37 s 64) après disqualification des Américains arrivés troisième pour mauvais passage de témoin.

### 4eaux mondiaux de Londres (2017)
Le 21 mai 2017, lors du Jamaica International Invitational, Yohan Blake s'impose sur le 100 m en 9 s 93, meilleure performance personnelle de la saison. Il bat les Américains Ronnie Baker (9 s 98) et Mike Rodgers (10 s 02). Le 23 juin, il remporte les Championnats nationaux en 9 s 90, son meilleur temps depuis 2012, puis le titre du 200 m deux jours plus tard en 19 s 97, son premier chrono sous les 20 secondes depuis 2012.
Comme aux Jeux olympiques de 2016, Yohan Blake échoue malheureusement au pied du podium des championnats du monde de Londres en 9 s 99, derrière Justin Gatlin (9 s 92), Christian Coleman (9 s 94) et Usain Bolt (9 s 95).
Il se classe 5e des championnats du monde 2019 à Doha sur 100 m en 9 s 97.

## Autres activités
Yohan fait partie du collectif des Champions de la Paix de Peace and Sport. Ce collectif est représenté par plus de cent sportifs de haut niveau engagés personnellement en faveur du mouvement de la paix par le sport. En 2018, il n’hésite pas à brandir sa #WhiteCard sur le podium des Jeux du Commonwealth afin de montrer son engagement.
En 2011, il lance sa fondation YB Afraid avec laquelle il a pris en charge trois orphelinats existants (Pringle home, Garland and Mount Olivet). Au total une centaine d’enfants défavorisés (garçons et filles) âgés de quatre à dix-huit ans bénéficient au quotidien de l’altruisme de Yohan Blake. La fondation a notamment construit un orphelinat (Mt. Olivet Boys Home), fourni des équipements et distribué de la nourriture. Il a également organisé un voyage culturel en France pour certains jeunes de l’orphelinat, pour récompenser leur bonne conduite et leurs résultats scolaires méritants.

## Palmarès

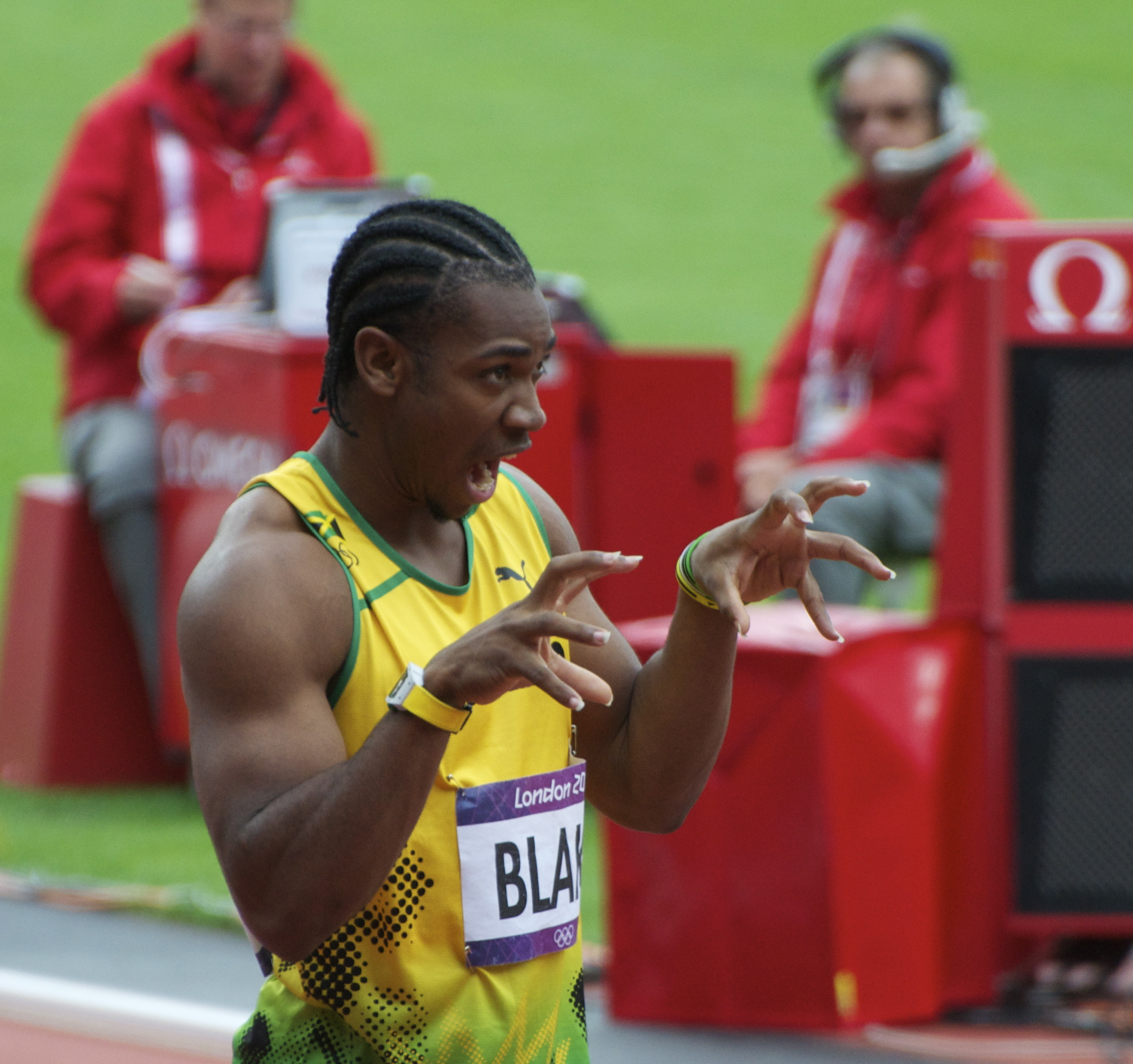
Yohan Blake lors des Jeux olympiques de 2012

| Date | Compétition                   | Lieu             | Résultat | Épreuve   | Temps         |
| ---- | ----------------------------- | ---------------- | -------- | --------- | ------------- |
| 2005 | Championnats du monde cadets  | Marrakech        | 7e       | 100 m     | 10 s 56       |
| 2006 | Championnats du monde juniors | Pékin            | 3e       | 100 m     | 10 s 42       |
| 2006 | Championnats du monde juniors | Pékin            | 1er      | 4 × 100 m | 39 s 05       |
| 2007 | Carifta Games                 | Providenciales   | 1er      | 100 m     | 10 s 11       |
| 2008 | Championnats du monde juniors | Bydgoszcz        | 4e       | 100 m     | 10 s 51       |
| 2008 | Championnats du monde juniors | Bydgoszcz        | 2e       | 4 × 100 m | 39 s 25       |
| 2010 | Ligue de diamant              | Ligue de diamant | 4e       | 100 m     | détails       |
| 2010 | Ligue de diamant              | Ligue de diamant | 2e       | 200 m     | détails       |
| 2011 | Championnats du monde         | Daegu            | 1er      | 100 m     | 9 s 92        |
| 2011 | Championnats du monde         | Daegu            | 1er      | 4 × 100 m | 37 s 04       |
| 2011 | Ligue de diamant              | Ligue de diamant | 2e       | 100 m     | détails       |
| 2012 | Jeux olympiques               | Londres          | 2e       | 100 m     | 9 s 75        |
| 2012 | Jeux olympiques               | Londres          | 2e       | 200 m     | 19 s 44       |
| 2012 | Jeux olympiques               | Londres          | 1er      | 4 × 100 m | 36 s 84       |
| 2014 | Relais mondiaux de l'IAAF     | Nassau           | 1er      | 4 × 100 m | 37 s 77       |
| 2014 | Relais mondiaux de l'IAAF     | Nassau           | 1er      | 4 × 200 m | 1 min 18 s 63 |
| 2016 | Jeux olympiques               | Rio de Janeiro   | 4e       | 100 m     | 9 s 93        |
| 2016 | Jeux olympiques               | Rio de Janeiro   | 1er      | 4 × 100 m | 37 s 27       |
| 2017 | Relais mondiaux de l'IAAF     | Nassau           | 3e       | 4 x 200 m | 1 min 21 s 09 |
| 2017 | Championnats du monde         | Londres          | 4e       | 100 m     | 9 s 99        |
| 2017 | Championnats du monde         | Londres          | finale   | 4 x 100 m | DNF           |
| 2018 | Jeux du Commonwealth          | Gold Coast       | 3e       | 100 m     | 10 s 19       |
| 2018 | Jeux du Commonwealth          | Gold Coast       | 3e       | 4 × 100 m | 38 s 35       |
| 2018 | Ligue de diamant              | Ligue de diamant | 3e       | 100 m     | 9 s 94        |
| 2018 | Coupe continentale            | Ostrava          | 8e       | 100 m     | 11 s 99       |
| 2018 | Coupe continentale            | Ostrava          | 1er      | 4 x 100 m | 38 s 05       |
| 2019 | Ligue de diamant              | Ligue de diamant | 3e       | 100 m     | 10 s 08       |
| 2019 | Championnats du monde         | Doha             | 5e       | 100 m     | 9 s 97        |
| 2022 | Championnats du monde         | Eugene           | 4e       | 4 × 100 m | 38 s 06       |

## Records

### Records personnels
| Épreuve | Performance         | Lieu      | Date              |
| ------- | ------------------- | --------- | ----------------- |
| 60 m    | 6 s 75              | New York  | 1er février 2008  |
| 100 m   | 9 s 69 (- 0,1 m/s)  | Lausanne  | 23 août 2012      |
| 200 m   | 19 s 26 (+ 0,7 m/s) | Bruxelles | 16 septembre 2011 |
| 400 m   | 46 s 49             | Kingston  | 11 février 2012   |

### Meilleures performances par année
| Année | Temps   | Vent      | Date                               | Lieu           | Rang |
| ----- | ------- | --------- | ---------------------------------- | -------------- | ---- |
| 2005  | 10 s 56 | + 0,9     | 13 juillet 2005                    | Marrakech      | —    |
| 2006  | 10 s 33 | + 1,5     | 14 juillet 2006                    | Port-d'Espagne | 151  |
| 2007  | 10 s 11 | + 1,2     | 7 avril 2007                       | Providenciales | 30   |
| 2008  | 10 s 27 | + 0,5     | 14 mars 2008                       | Kingston       | 128  |
| 2009  | 9 s 93  | - 0,2     | 17 juillet 2009                    | Paris          | 7    |
| 2010  | 9 s 89  | + 0,4     | 13 août 2010                       | Londres        | 7    |
| 2011  | 9 s 82  | 0,0 + 0,1 | 8 septembre 2011 11 septembre 2011 | Zurich Berlin  | 5    |
| 2012  | 9 s 69  | - 0,1     | 23 août 2012                       | Lausanne       | 2    |
| 2013  | —       | —         | —                                  | —              | —    |
| 2014  | 10 s 02 | + 0,6     | 7 juin 2014                        | Kingston       | 21   |
| 2015  | 10 s 12 | + 1,4     | 24 juillet 2015                    | Dublin         | 71   |
| 2016  | 9 s 93  | + 0,2     | 14 août 2016                       | Rio de Janeiro | 10   |
| 2017  | 9 s 90  | + 0,9     | 23 juin 2017                       | Kingston       | 2    |
| 2018  | 9 s 94  | - 0,3     | 31 août 2018                       | Bruxelles      | 11   |
| 2019  | 9 s 96  | + 0,4     | 21 juin 2019                       | Kingston       | 10   |
| 2020  | 10 s 15 | 0,0       | 22 août 2020                       | Kingston       | 36   |
| 2021  | 9 s 95  | + 0,1     | 9 juillet 2021                     | Marietta       | 15   |
| 2022  | 9 s 85  | + 1,0     | 24 juin 2022                       | Kingston       | 3    |

| Année | Temps   | Vent  | Date              | Lieu           | Rang |
| ----- | ------- | ----- | ----------------- | -------------- | ---- |
| 2006  | 20 s 92 | + 1,2 | 25 juin 2006      | Kingston       | —    |
| 2007  | 20 s 62 | + 1,0 | 31 mars 2007      | Kingston       | —    |
| 2008  | 21 s 06 | + 0,4 | 15 juin 2008      | Kingston       | —    |
| 2009  | 20 s 60 |       | 21 février 2009   | Kingston       | 83   |
| 2010  | 19 s 78 | + 0,1 | 22 juillet 2010   | Monaco         | 4    |
| 2011  | 19 s 26 | + 0,7 | 16 septembre 2011 | Bruxelles      | 1    |
| 2012  | 19 s 44 | + 0,4 | 9 août 2012       | Londres        | 2    |
| 2013  | 20 s 72 | - 0,1 | 8 juin 2013       | Kingston       | 155  |
| 2014  | 20 s 48 | + 1,2 | 3 juillet 2014    | Lausanne       | 84   |
| 2015  | 21 s 57 | - 1,4 | 6 juin 2015       | Kingston       | 1588 |
| 2016  | 20 s 13 | - 0,2 | 16 août 2016      | Rio de Janeiro | 23   |
| 2017  | 19 s 97 | + 1,0 | 25 juin 2017      | Kingston       | 5    |
| 2018  | —       | —     | —                 | —              | —    |
| 2019  | 20 s 23 | + 0,8 | 29 septembre 2019 | Doha           | 32   |
| 2020  | 20 s 62 | - 0,8 | 18 juillet 2020   | Kingston       | 41   |
| 2021  | 20 s 18 | + 0,5 | 27 juin 2021      | Kingston       | 28   |
| 2022  | 20 s 20 | + 1,3 | 25 juin 2022      | Kingston       | 42   |

Au 12 février 2023, Blake avait couru 46 courses de 100 mètres sous les 10 secondes.